# Chassigny
Chassigny è un comune francese di 257 abitanti situato nel dipartimento dell'Alta Marna nella regione del Grand Est.

## Società

### Evoluzione demografica
Abitanti censiti

## Meteorite Chassigny
La località è nota nella comunità scientifica per essere il luogo dove nel 1815 cadde il famoso meteorite Chassigny, primo rappresentante delle chassigniti.